# كيتيبونغ واتشيرامانونج
كيتيبونغ واتشيرامانونج (بالتايلندية: กิตติพงษ์ วชิรมโนวงศ์) مواليد 25 يونيو 1990 في سونغكلا، تايلاند، هو لاعب كرة مضرب تايلندي بدأ مسيرته كمحترف سنة 2009 يلعب باليد اليمنى ويحتل حالياً المرتبة 750 (يوليو 8, 2013) في تصنيف رابطة محترفي كرة المضرب. أعلى تصنيف له في الفردي كان 457.

## روابط خارجية
- كيتيبونغ واتشيرامانونج على موقع رابطة محترفي التنس (الإنجليزية)
- كيتيبونغ واتشيرامانونج على موقع الاتحاد الدولي لكرة المضرب (الإنجليزية)
- كيتيبونغ واتشيرامانونج على موقع خلاصة التنس.كوم (الإنجليزية)
- كيتيبونغ واتشيرامانونج على موقع إي إس بي إن.كوم (الإنجليزية)